# Toussaint-François Jourjon
Toussaint-François Jourjon, né le 4 mars 1809 à Rennes (Ille-et-Vilaine) et mort dans la même ville le 28 janvier 1857, est un peintre et sculpteur français.

## Biographie
Toussaint-François Jourjon est né le 4 mars 1809 à Rennes de Joseph-Marie Jourjon, arquebusier, sculpteur et ciseleur, et d'Anne Perrine Françoise Lesbaupin.
Entré à l’École nationale supérieure des beaux-arts de Paris, il est l’élève des peintres Michel Martin Drolling et Antoine-Jean Gros. En 1835, il obtient une mention puis, en 1836, il se voit décerner le second grand prix de Rome de sculpture sur le thème de La Mort de Socrate. Il séjourne ensuite à Rome à la villa Médicis.
De retour à Rennes, il est nommé professeur de dessin à l’école municipale.
Il meurt à Rennes le 28 janvier 1857 à la suite d’une longue et douloureuse maladie.
Il épouse Françoise-Anne Éon du Val, fille d'André Éon Duval, adjoint au maire de Rennes, et de Marie-Françoise Sarzeau. Leur fils, Charles-Toussaint-Henry Jourjon (1843-1888), élève de l’École polytechnique, était ingénieur des ponts et chaussées aux travaux hydrauliques à Cherbourg, chevalier de la Légion d’honneur.

## Œuvres dans les collections publiques

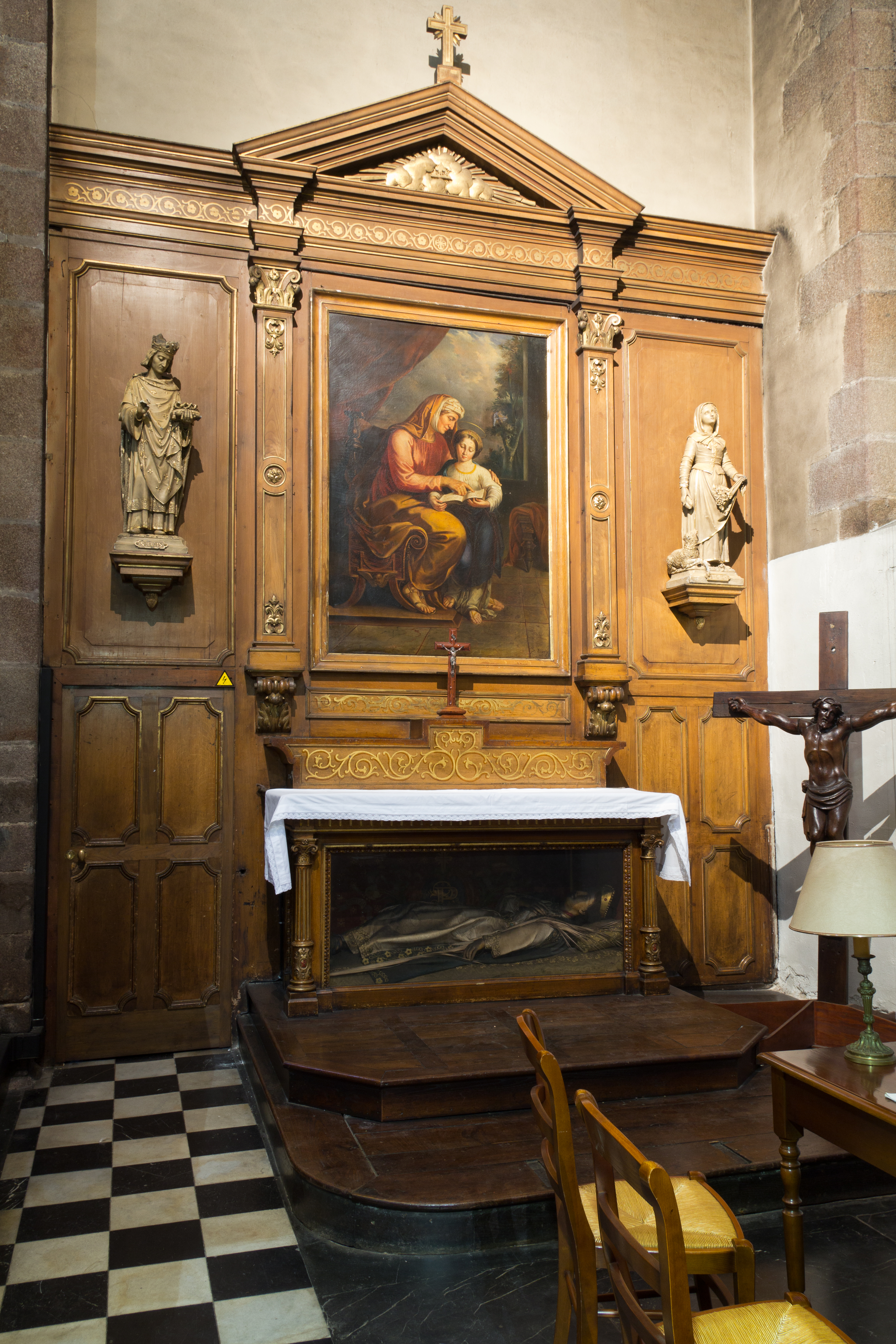
Sainte-Anne (1843), huile sur toile, basilique Saint-Sauveur de Rennes.

- Chambéry, musée des beaux-arts :  Le Général Dessaix, 1836, buste en bronze.
- Domloup, église Saint-Loup, chapelle sud : La Fuite en Égypte, d'après Carle Van Loo, vers 1850, huile sur toile[3],[4].
- Grenoble, musée de Grenoble : Le Général Dessaix, 1836, buste en bronze, 75 cm. Portrait du général d’Empire Joseph Marie Dessaix, fondu par Édouard Quesnel[5].
- Rennes :
  - basilique Saint-Sauveur : Sainte-Anne, 1843, huile sur toile.
  - cathédrale Saint-Pierre :
    - La Multiplication des Pains, 1842, huile sur toile ;
    - Piéta, huile sur toile[6].

  - musée des beaux-arts :
    - Portrait de Charles-Louis Jourjon, huile sur toile, 75 × 59,5 cm. Portrait du frère de l'artiste en costume de capitaine du Génie. Don du petit-fils de Charles-Louis Jourjon[7],[8] ;
    - Bélisaire demandant l’aumône, 1840, d'après Jacques-Louis David[9], huile sur toile, 97,5 × 114 cm[10] ;
    - Le Repas des dieux, d’après Raphaël, huile sur toile, copie de  la fresque plafonnante de la villa Farnesina à Rome[11].
- Versailles, musée de l'Histoire de France : Portrait de Louis-Philippe, d'après François Gérard, huile sur toile[12],[13].
- Vezin-le-Coquet, église Saint-Pierre : Crucifixion.

### Sources
- Archives municipales de la ville de Rennes, état-civils numérisés.